# Деденко, Леонид Григорьевич
Леонид Григорьевич Деденко (р. 1936) — российский учёный в области астрофизики и астрофизических приборов, доктор физико-математических наук, профессор.
Окончил физический факультет МГУ (1959).
Кандидат (1968), доктор (1990) физико-математических наук, профессор (1992). Лауреат премии им. М.В.Ломоносова (2002).
Область научных интересов: физика космических лучей ультравысоких энергий.
Ломоносовскую премию получил совместно с Г.Т. Зацепиным за цикл работ «Эффект Грейзена-Зацепина-Кузьмина и новая физика».
Тема кандидатской диссертации «Некоторые вопросы теории флуктуаций широких атмосферных ливней». Тема докторской диссертации «Характеристики взаимодействий адронов и первичное космическое излучение в области энергий выше 1017 эВ».
С 1962 г. на научно-педагогической работе в МГУ. Профессор кафедры общей физики физического факультета (1994–н.вр.).
Соавтор 6 учебных пособий.

## Избранные публикации
- Оценки энергии самого мощного широкого атмосферного ливня, наблюденного на Якутской установке. / Л. Г. Деденко, А. В. Глушков, С. П. Кнуренко, И. Т. Макаров, М. И. Правдин, Д. А. Подгрудков, И. Е. Слепцов, Т. М. Роганова, Г. Ф. Фёдорова // Письма в ЖЭТФ, том 90, вып. 11, с. 787—792, 2009
- Пространственно-временная структура сигналов в сцинтилляционных детекторах широких атмосферных ливней / Л. Г. Деденко, Д. А. Подгрудков, Т. М. Роганова, Г. Ф. Федорова // Изв. РАН, сер. физ., том 73, № 5, с.639-641, 2009.
- Калибровка энергии широких атмосферных ливней с использованием черенковского и флуоресцентного света / Л. Г. Деденко, Н. Иноуе, Д. А. Подгрудков, Т. М. Роганова, Г. Ф. Федорова, Е. Ю. Федунин, Г. П. Шозиеев // ЯФ. том 70, № 10, с.1806-1811, 2007.
- Космические лучи ультравысоких энергий. / Л. Г. Деденко, Г. Т. Зацепин // ЯФ. том 68, № 3, с. 449-467, 2005
- Dedenko L.G., Fedorova G.F., Fedunin E. Yu., Roganova T.M. Estimates of energy of the vertical giant air showers. // Nucl. Phys. B (Proc. Suppl.), v. 151, p. 19-22, 2006
- G.I. Rubtsov, L.G. Dedenko, G.F. Fedorova, E.Yu. Fedunin, A.V. Glushkov, D.S. Gorbunov, L.T. Makarov, M.I. Pravdin, T.M. Roganova, I.E. Sleptsov, S.I. Troitsky Upper limit on the ultrahigh-energy photon flux from AGASA and Yakutsk data. // Phys. Rev. D73 063009, 2006
- L.G. Dedenko, T.M. Roganova, G.F. Fedorova, M.I. Pravdin, I.E. Sleptsov,V.A. Kolosov, A.V. Glushkov, D.S. Gorbunov, G.I. Rubtsov, S.I. Troitsky Possible observations of new physics in ultrahigh energy cosmic rays. // ЯФ. том 70, № 1, с. 1-5, 2007